# David Gosset
David Gosset, né le 23 mai 1970 à Paris[réf. souhaitée], est un universitaire français, sinologue, analyste géopolitique.

## Origines
David Gosset est né à Paris d'un père ouvrier et d'une mère comptable. De son père, il a hérité l'intérêt pour les livres. Ses parents lui ont donné également le virus des voyages.

## Études universitaires
David Gosset a étudié la philosophie et le russe à l'université de Paris Sorbonne puis le chinois à Taipei au milieu des années 1990.
Il est connu en Chine sous le nom de Gao Dawei (chinois : 高大伟 ; pinyin : gāo dàwěi)[réf. nécessaire].

## Sujets de recherche
En tant que sinologue, il écrit sur les mutations économiques, socio-politiques, culturelles et stratégiques du monde chinois et sur son influence sur l’Asie du 21e siècle et sur la scène internationale. Ses articles ont été publiés dans le Huffington Post, Forbes India, The Telegraph, China Watch et China Daily.

### La «renaissance chinoise»
Il travaille sur la notion de « renaissance chinoise ». En 2018, Il publie Limited Views On The Chinese Renaissance, livre présenté à la foire du livre de Francfort.

### La «centralité chinoise»
Dans son analyse de la Chine (中国 - Zhongguo, l'empire du milieu), il insiste sur l’importance de la centralité ( 中 - Zhong). Dans « Chinese centralities », un article paru dans le Huffington Post en 2012, il explique que la centralité de la Chine se manifeste sous trois aspects: la centralité spatiale classique ou historique, la Chine est l'empire du milieu, le centre du monde; la centralité du nexus, du moyeu la reliant au reste du monde; la centralité morale représentée par la doctrine de l'impartialité, un des fondements de la philosophie de Confucius.

## Activités

### Enseignement
En 1999, David Gosset devient enseignant à la China Europe International Business School (CEIBS) à Shanghaï. Il y établit, en 2001, l’Academia Sinica Europaea.
Maîtrisant le français, l'anglais et le chinois, Gosset a donné des conférences à l'Université Johns Hopkins à Washington D.C., pour l'École Nationale d'Administration (ENA), une institution française de premier plan, et pour de grandes entreprises multinationales figurant en haut du classement Fortune 500. 

### Forum Europe-Chine
Un an plus tard, il crée le Forum Europe-Chine, le premier mécanisme de ce type pour renforcer les liens entre l’Europe et la Chine[réf. nécessaire]. Ce forum se déroule chaque année dans un pays européen différent. Le 9e Forum (2010) a été organisé en collaboration avec l’UNESCO.

### Initiative de la nouvelle route de la soie
Afin d’étudier mais aussi de soutenir la vision « Une ceinture, une route » — la construction de nouvelles routes de la soie —, David Gosset crée en janvier 2015 l’Initiative de la nouvelle route de la soie[réf. souhaitée]. Dans le cadre de celle-ci, il participe à la réalisation de l'exposition « De l’ancienne à la nouvelle route de la soie » au Palais du Quirinal.

### Initiative C.E.A. Museums Cooperation
En mai, 2021, il crée la C.E.A. Museums Cooperation Initiative, dont le premier dialogue a lieu. En mai, 2022, le deuxième a lieu en ligne. Au 18- 19 mai, 2023, le troisième a lieu à Tianjin.

### Initiative mondiale Chine-Europe-Amérique
En 2021, en tant que fondateur, il préside l'Initiative mondiale Chine-Europe-Amérique, dont la Plateforme C.E.A. pour la transition nette zéro carbone s'est distinguée,,.

### Forum C.E.A. Think Tank Cooperation
En 2022, il crée le C.E.A. Think Tank Cooperation Forum. Une table ronde, intitulée "A Special Roundtable on China and the World after the 20th Congress of the Communist Party of China (CPC)", a lieu en ligne le 14 décembre.

### Interventions
En 2022, le deuxième dialogue de la Plateforme C.E.A. pour la transition nette zéro carbone a lieu en ligne les 8 et 9 novembre.
Le 15 septembre, 2023, il prononce un discours au Forum Culturel de Pékin de 2023.

## Distinctions
En 2005, David Gosset reçoit la croix de l’ordre du Mérite civil des mains du roi d'Espagne, Juan Carlos I, pour son travail à la tête de l’Academia Sinica Europaea,.
Par décret présidentiel du 31 décembre 2014, il est nommé Chevalier de la Légion d'honneur.
En septembre 2015, la municipalité de Tianjin lui remet le prix de l’Amitié en témoignage de son engagement pour le développement de cette ville du nord de la Chine.
En juin 2021, le président italien le fait chevalier l'ordre du Mérite de la République italienne - Cavaliere Ordine al Merito della Republicca Italiana.

## Publications (sélection)

### Livre
- (en) Limited Views on The Chinese Renaissance, Shanghai Translation Publishing House, 15 septembre 2018
- China and the World
  - (en) China and the World: The Long March Towards a Community of Shared Future for Mankind, rédigé par David Gosset, il Mulino, 2020
  - (en) China and the World: The Long March Towards a Community of Shared Future for Mankind, Volume 2 The Role of Business, Società editrice il Mulino, 2021
  - (en) China and the World: The Long March Towards a Community of Shared Future for Mankind, Volume 3 Culture, Ideas and Arts, Società editrice il Mulino, décembre 2022
- Inspiring series:
  - Tianjin en perspective(s),（Inspiring Tianjin）, Tianjin Renmin Press, November 2020
  - Shanxi en perspective(s)（Inspiring Shanxi）, New Star Press, Shanxi Education Press, 2023
  - Shanghai en perspective(s)（Inspiring Shanghai）, Shanghai People's Publishing House, 2024

### Articles
- (en) While America Returns to Asia, China Regains Centrality, Forbes India, July 25, 2012
- (en) Xi-Trump meeting: practical step for China-US relations, The Telegraph, April 19, 2017
- (en) Ordering disorder, China Watch, November 29, 2018
- (en) Sino-French relations help build global future, ChinaDaily, January 28, 2019
- (en) Sino-Western Diptych：Reflections on history, philosophy and art, China Watch, February 18, 2019
- (en) Europe-China Forum founder: Tianjin could be new century super-smart city, ChinaDaily, March 18, 2019
- (en) The EU and China as Co-architects of a "Smart BRI", China Watch, April 10, 2019
- (en) with Zhou Schuchun, Tea and wine, and the twain shall meet, The Kathmandu Post, July 7, 2019
- (en) A clear call for HK's normal, China Watch, August 13, 2019
- (en) Jacques Chirac : A statesman's fight for human dignity, China Watch, September 27, 2019
- (en) Crisis won't disrupt China's renaissance, ChinaDaily, February 6, 2020
- (en) The fog of sophism in a time of sinophobia, ChinaDaily, February 19, 2020